# San Lino, Rom
San Lino är en församlingskyrka i Rom, helgad åt den helige påven Linus. Kyrkan, som konsekrerades år 1999, är belägen vid Via della Pineta Sacchetti i stadsdelen (quartiere) Primavalle i nordvästra Rom. 

## Diakonia
San Lino är sedan år 2007 diakonia med namnet San Lino Papa.
Kardinaldiakoner
- Giovanni Coppa: 2007–2016
- Giovanni Angelo Becciu: 2018–